# Aixa del Rey
Aixa del Rey García (Palma) és una arquitecta mallorquina component de l'estudi Flexoarquitectura. Graduada en arquitectura per l'Escola Tècnica Superior d'Arquitectura de Barcelona (ETSAB), integrada a la Universitat Politècnica de Catalunya (UPC, Barcelona).
Forma part, al costat de Tomeu Ramis Frontera i Bàrbara Vich Arrom l'estudi arquitectònic Flexoarquitectura, considerat un dels 50 millors estudis arquitectònics d'Espanya.L'estudi va ser fundat l'any 2002 després d'haver col·laborat en altres estudis com el de Claus&Kaan (Rotterdam), Coll-Leclerc (Barcelona) o el Víctor Rahola (Barcelona). Com a estudi han collit premis en diversos concursos i la seva obra és valorada i ha estat publicada en revistes especialitzades com a "2G Dossier. Joves arquitectes espanyols". També imparteixen conferències en universitats (on també col·laboren donant cursos) i han construït bastants de les seves obres, malgrat ser un grup d'arquitectes molt jove.

## Premis i reconeixement
Malgrat ser un estudi d'arquitectura jove, Aixa del Rey com a integrant de Flexoarquitectura ha rebut diversos premis per la seva participació en competicions.
Així podem destacar:
- 1r premi en els "Premis d'Arquitectura de Menorca 2004-2008"
- 1r premi en els "Premis d'Arquitectura de Mallorca 2007-2011", en la categoria d'edificis públics per la seva obra al centre de dia i activitats comunitàries, el qual se situa al carrer Pensament de Palma. I també van guanyar el premi a l'apartat d'interiorisme i disseny, per la seva obra de reforma interior del bar Farina, situat al barri de Sa Gerreria també a Palma.[5][6]
- 1r premi en el "Ciutat de Palma Premis d'Arquitectura 2012"
- 1r premi en els "premis AJAC IX 2014"[7]